# Bartolomé Marí-Mayans Tur
Bartolomé Marí-Mayans Tur (Eivissa, 1927 – 1998) fou un empresari eivissenc. Fou cofundador de Zumos Naturales, S.A., a Eivissa, pertanyia a la tercera generació de la família Marí-Mayans i continuà l'expansió de la destil·leria. Fou el vertader forjador de la marca «Marí Mayans» i donà al negoci familiar el caràcter actual d'empresa consolidada.
Va modernitzar les instal·lacions incorporant-hi maquinària automàtica i modernes tècniques de control de qualitat, i va saber amortitzar la tradició amb la qualitat i la innovació. El 1973 va traslladar la fàbrica a les actuals instal·lacions de Puig d'en Valls. Les matèries primeres provenen del camp d'Eivissa i Formentera i els seus productes tenen el segell de Producte Balear. Produeixen un total de 300 productes, tot i que els protagonistes són les quatre especialitats de la casa: l'absenta —producte anomenat com la millor absenta d'Europa—; la frígola —licor original d'Eivissa, que forma part de la gastronomia i la cultura de les Pitiüses—, el palo —aperitiu de tradició centenària— i, finalment, les herbes, —licor emblemàtic de les Pitiüses. El 2006 va rebre el Premi Ramon Llull a títol pòstum.